# Саєнко Іван Іларіонович
Іван Іларіонович Саєнко (7 червня 1904, Гути — 16 серпня 1985, Маріуполь) — маріупольський лікар.

## Біографія
Народився 7 червня 1904 року в селі Гутах Конотопського повіту Чернігівської губернії (нині Конотопського району Сумської області) в родині залізничного службовця. Закінчив технікум, в 1924 році поступив до Київського медичного інституту, був учнем Миколи Дмитровича Стражеска.
Після отримання диплому Микола Стражеско запросив учня до себе в аспірантуру. Доктор Саєнко швидко завоював авторитет у колег. Невдовзі вчена рада обирає його секретарем комісії із захисту дипломних робіт.
Брав участь в Чернігівській області в ліквідації наслідків Голодомору. Потім було призначення до Маріуполя, де в той час будувався металургійний завод. Для будівельників «Азовсталі» була організована лікарня на Правому березі. Це були бараки, пристосовані для лікувального закладу. Іван Іларіонович став працювати в інфекційному відділенні. Майже з перших днів роботи в Маріуполі Іван Іларіонович з дружиною приступили до викладання у фельдшерсько-акушерській школі. Певний час жили в гуртожитку цієї школи.

меморіальна дошка

З лікарнею на Правому березі пов'язана велика частина медичної практики Івана Саєнка. Тут ним було організоване найкраще в місті інфекційне відділення; займався патологоанатомічними дослідженнями; тут разом з сім'єю пережив роки німецької окупації.
В середині 1960-х років перейшов працювати в міську лікарню.
Жив в будинку по вулиці Семенишина, 36, де йому встановлено меморіальну дошку. Помер 16 серпня 1985 року.